# Morze Sulu
Morze Sulu – morze między malezyjską częścią Borneo, a filipińskimi wyspami:  Palawan, Mindoro, Panay, Negros i Mindanao, połączone cieśninami z morzem Celebes i Morzem Południowochińskim. Powierzchnia morza wynosi 335 tys. km², zaś średnia głębokość 1570 metrów. Teren aktywnych połowów ryb. Główne porty to: Puerto Princesa, Iloilo, Zamboanga i Sandakan.